# Magyar Pszichológiai Szemle
«Magyar Pszichológiai Szemle» (Венгерское психологическое обозрение) — рецензируемый научный журнал Венгерского психологического общества. Один из старейших ныне существующих европейских психологических журналов. Основан в 1928 году с штаб-квартирой в Будапеште. Выходит ежеквартально.

## История
С 1928 по 1947 годы журнал носил название «Magyar Psychologiai Szemle» (Венгерский психологический обзор). История «Magyar Pszichológiai Szemle» связана с созданием и историей Венгерского психологического общества, деятельность которого, по политическим причинам, приостанавливалась с 1947 до начала 1960-х годов. Изначальной целью журнала была популяризация психологической науки в Венгрии, публикация и распространение новейших научных результатов в стране и за рубежом.
На момент возобновления работы общества в начале 1960-х годов, редактирование журнала было связано с Комитетом по психологии Венгерской академии наук и с его принадлежностью Венгерскому психологическому обществу.
С 2015 года по настоящее время главным редактором журнала является Марта Фюлоп (Fülöp Márta). 